# Charley Douglass
Pour les articles homonymes, voir Douglass.
Charles Rolland Douglass, plus couramment appelé Charley Douglass, est un ingénieur du son américain né le 2 janvier 1910 à Guadalajara au Mexique et mort le 8 avril 2003 à Laguna Beach en Californie. Il est notamment connu pour avoir inventé le concept de rires enregistrés qui sera utilisé dans de nombreuses sitcoms des années 1950 à nos jours.

## Enfance
Charley Douglass est né le 2 janvier 1910 à Guadalajara au Mexique dans une famille américaine. Son père, ingénieur, est en mission là-bas, et finit par rentrer avec sa famille au Nevada. Charley est diplômé de l'Université du Nevada avec un bachelor en ingénierie électronique et se fait embaucher comme ingénieur du son à la CBS Radio de Los Angeles.
Durant la Seconde Guerre mondiale, il sert dans la Navy et travaille à Washington dans une équipe d'ingénieurs chargée de concevoir des systèmes radar naval.

## La boîte à rire
Charley remarque que les rires du public durant les enregistrements d'émissions, étaient soit absent sur certaine blague, soit en retard, soit trop long. Il invente alors une technique permettant d'insérer ou de raccourcir les rires en fondu pour obtenir une ambiance qui plaise aux producteurs. Cette technique sera appelée le sweetening (rendre plus agréable et plus doux à l'oreille).
La technique de Charley Douglass commence à être utilisée avec parcimonie sur l'émission en direct The Jack Benny Program, mais ce qu'il venait d'inventer passe alors inaperçu.
Petit à petit, de la fin des années 1950 au début des années 1970, Charley aura le monopole du rire enregistré. Il intervient sur des productions, afin de simuler une audience complète, avec sa « boîte à rires » (« laff box »), une boîte fermée par des cadenas et dont il ne souhaite pas révéler le contenu.
Il s’avère que la boîte contient un mécanisme permettant de lire plusieurs bandes magnétiques bouclées sur elles-mêmes. Chaque bande contient une réaction d'un public. En les mélangeant avec habilité, Charley peut ainsi produire un fou rire ou une audience qui pouffe, ainsi que certaines réactions comme une désapprobation (« Ohhh ») ou un attendrissement (« Ahhh »). Charley modifie les sons de sa boîte au fil du temps, afin d'ajuster la palette d'émotion qu'il pouvait reproduire.

## Vie de famille
Il a été marié pendant 62 ans à Dorothy Dunn Douglass. Ils eurent deux fils, dont Robert (« Bob ») actuellement président de Northridge Electronics, la société fondée par son père le 18 août 1960.

## Décès
Charley Douglass prend sa retraite en 1980. Il décède d'une pneumonie le 8 avril 2003 à Templeton en Californie à l'âge de 93 ans. Un service commémoratif a eu lieu à Laguna Beach.

## Reconnaissance
En 1992, l'Academy of Television Arts and Sciences remet à Charley Douglass un Emmy pour une réalisation technique de toute une carrière (Emmy for lifetime technical achievement).